# Georgij Valentinovič Plechanov
Georgij Valentinovič Plechanov (in russo Георгий Валентинович Плеханов?, IPA: [ɡʲɪˈorɡʲɪj vəlʲɪnˈtʲinəvʲɪtɕ plʲɪˈxanəf]; Tambov, 11 dicembre 1856 – Jalkala, 30 maggio 1918) è stato un filosofo, politologo, critico letterario e d'arte russo.
Viene considerato il "padre del marxismo russo".

## Biografia

### La formazione
Di origini tatare da parte di padre, Plechanov veniva da una famiglia della piccola nobiltà dell'oblast' di Tambov ed era destinato alla carriera militare per tradizione di famiglia. Perciò fu allievo nel corpo dei cadetti di Voronež.
Nel 1876, quando era studente all'Istituto minerario di San Pietroburgo aderì alla società segreta populista Zemlja i Volja ("Terra e Libertà") e partecipò alla manifestazione nella piazza di Kazan' dello stesso anno. Nel 1879, in occasione della scissione di Zemlja i Volja, Plechanov fu fra i fondatori del Čërnyj Peredel (la "ridistribuzione delle terre nere") che chiedeva la riforma agraria e pensava di ottenerla attraverso la propaganda e l'educazione dei contadini e perciò condannò la scelta della Narodnaja Volja di usare metodi di lotta terroristici. Queste organizzazioni, appartenenti al movimento del populismo, si proponevano d'incentrare la lotta rivoluzionaria sull'azione contadina guidata dagli intellettuali.

### Guida del marxismo russo
La partecipazione a questi gruppi populisti costrinse Plechanov all'esilio a Parigi nel 1880. Per vivere svolgeva il lavoro di pubblicista: dopo aver collaborato con i blanquisti, iniziò lo studio del marxismo divenendone un fervido propagandista. Il suo primo testo marxista fu l'introduzione alla seconda edizione in russo del Manifesto del Partito Comunista.
Nel 1883, insieme a Leo Deutsch, Pavel Aksel'rod, Vasilij Ignatov e Vera Zasulič, anch'essi provenienti dall'ormai disciolto Čërnyj Peredel, fondò a Ginevra il gruppo "Emancipazione del lavoro" (Освобождение труда, Osvoboždenie Truda), che fu la prima organizzazione marxista russa. Essa si proponeva di diffondere il marxismo presso le masse (traducendo innanzitutto in russo le opere di Marx ed Engels) e di studiare la società russa secondo i criteri del socialismo scientifico.
In quello stesso anno Plechanov scrisse l'opuscolo Il socialismo e la lotta politica, che fu considerato dalla generazione di Lenin come l'equivalente russo del Manifesto di Marx ed Engels.
Negli anni Ottanta dell'Ottocento Plechanov divenne la guida e il teorico del movimento marxista russo e uno degli elaboratori del marxismo ortodosso sotto la supervisione di Engels e Kautsky: in particolare si occupò di sviluppare le concezioni del materialismo storico e del materialismo dialettico, e anzi è considerato l'inventore di quest'ultima espressione. Le principali opere in questo senso furono Per il sessantesimo anniversario della morte di Hegel (1891), Osservazioni a "Ludwig Feuerbach e il punto d'approdo della filosofia classica" di Engels (1892) e soprattutto Sul problema dello sviluppo della concezione monistica della storia (1895). Quest'ultima, tradotta in Occidente con il titolo La concezione materialistica della storia, fu pubblicata a San Pietroburgo sotto il falso nome di N. Beltov, per sfuggire alla censura zarista e perciò non fu censurata ed ebbe ampia diffusione.
Nel 1895, su pressione del governo zarista, Plechanov fu espulso da Parigi e visse nella Svizzera tedesca. Anche dall'esilio partecipò alla fondazione del Partito Operaio Socialdemocratico Russo (POSDR) nel 1898. 
In questo periodo Plechanov fu il difensore intransigente dell'ortodossia marxista contro i "deviazionismi". In particolare accusò Pëtr Struve di essere l'equivalente russo del revisionismo di Eduard Bernstein e lo fece espellere dal Partito.
Tuttavia, il libello Vademecum scritto contro i cosiddetti "economicisti" ottenne l'effetto opposto: Plechanov e tutto il gruppo di "Emancipazione del lavoro" furono espulsi dall'"Unione dei Socialdemocratici Russi all'Estero".
Il loro isolamento fu solo temporaneo, perché arrivarono in esilio Martov, Potresov e Lenin, che fondarono il giornale Iskra, cui Plechanov, Aksel'rod e Vera Zasulič collaborarono fra il 1900 e il 1903.
Nel 1903, al II Congresso del POSDR, Plechanov fu riconosciuto nel suo ruolo di guida del Partito, dal momento che fu eletto presidente del Congresso. Il programma approvato dall'assemblea, però, era stato elaborato da Lenin più che da Plechanov. In occasione della scissione del Partito fra Bolscevichi e Menscevichi, Plechanov si schierò con questi ultimi. A partire da questo momento il ruolo di Plechanov nel Partito declinò in favore di quello di Lenin. Dopo la rapina alla banca di Tiflis nel 1907, quando fu chiaro che era riconducibile ai bolscevichi, tentò di operare una scissione, staccandosi da questi ultimi.

### Marxista contestato
Quando scoppiò la guerra russo-giapponese, Plechanov si augurò la sconfitta del suo paese, sperando che questa avrebbe fatto crollare il regime zarista. Al Congresso di Amsterdam della Seconda Internazionale si arrivò al gesto clamoroso: in nome della fratellanza proletaria Plechanov ed il capo socialista giapponese Sen Katayama si diedero la mano fra gli applausi dell'assemblea.
Plechanov sostenne la Rivoluzione del 1905 ed in seguito ad essa tornò in Russia, ma poi ritornò all'estero. 
Egli spronò i socialdemocratici a partecipare alla rivoluzione popolare, consigliando loro di allearsi con i liberali più illuminati. Infatti Plechanov, che credeva in modo rigido nella successione necessaria fra rivoluzione borghese e rivoluzione socialista, riteneva che l'esito della rivoluzione del 1905 dovesse limitarsi all'istaurazione di un regime parlamentare borghese in Russia, un traguardo da appoggiare, ma non lo scopo finale del socialismo.
L'atteggiamento da assumere nei confronti della Rivoluzione del 1905 pose Plechanov in polemica con i due astri nascenti del marxismo russo, Trockij e Lenin.
Di Trockij contestava la teoria della rivoluzione permanente: infatti per Plechanov la rivoluzione borghese e quella proletaria erano necessariamente distinte, separate da un periodo di regime parlamentare borghese.
In questa prima fase della polemica con Lenin, il capo bolscevico propugnava un'alleanza del POSDR, in quanto partito degli operai, con il Partito Socialista Rivoluzionario, che rappresentava i contadini, e gli altri democratici, a esclusione dei liberali.
Plechanov riteneva l'ingresso dei socialisti in un governo a maggioranza democratica una trappola, in quanto avrebbero condiviso le responsabilità degli errori altrui e nello stesso tempo avrebbero inibito l'attività rivoluzionaria del proletariato. 
Nella polemica intervenne Kautsky dalle colonne della Neue Zeit per dare ragione a Lenin: questa fu la sanzione del passaggio di guida del marxismo russo da Plechanov a Lenin.
Negli anni successivi Plechanov si rivolse anche contro i suoi vecchi compagni menscevichi.
Si adirò con Potresov, perché nella monumentale opera sui movimenti politici russi, diretta da Martov, aveva sottostimato il ruolo dello stesso Plechanov e di "Emancipazione del lavoro" nello sviluppo del marxismo in Russia. Poiché i menscevichi avevano difeso la libertà di Potresov, Plechanov smise di collaborare con il loro giornale Golos socialdemokrata.
Nel 1911 polemizzò anche con Aksel'rod e Vera Zasulič: si trovò perciò isolato.
Allo scoppio della prima guerra mondiale si rinnovò la polemica con Lenin.
Questi riteneva lo zarismo peggiore del "kaiserismo" e pensava che si dovesse sfruttare l'indebolimento del regime zarista prodotto dalla guerra per suscitare la guerra civile. 
Invece Plechanov, di fronte alla possibilità concreta che la Russia potesse essere invasa dalla Germania, ritenne che il dominio prussiano avrebbe avuto un carattere di sfruttamento ed avrebbe bloccato ogni possibile sviluppo sociale in Russia. Perciò dopo la Rivoluzione di febbraio tornò in Russia per incitare i soldati alla resistenza e insieme ai menscevichi fiancheggiò l'azione di Kerenskij.
In questa fase la polemica con Lenin vide un sostanziale rovesciamento di posizioni: ora era Plechanov a predicare la partecipazione ad una coalizione di governo, mentre Lenin teorizzava la dittatura del Partito, avanguardia della classe operaia.
Plechanov riteneva pericolosa questa teoria, perché la Russia era un paese ancora arretrato e la dittatura del proletariato poteva aversi solo quando i proletari fossero diventati la maggioranza della popolazione.
Dopo la Rivoluzione d'ottobre e lo scioglimento dell'Assemblea costituente, scrisse il suo ultimo articolo, in polemica con Lenin, in cui ribadì il suo principio giacobino Salus revolutionis suprema lex, ma affermò che in quel momento gli interessi dei lavoratori erano difesi dall'Assemblea costituente (sebbene a maggioranza socialrivoluzionaria) e non dal Consiglio dei commissari del popolo che l'aveva sciolta.
Plechanov morì di tubercolosi nel 1918 a Terijoki, un sobborgo di San Pietroburgo poi denominato Zelenogorsk.
A Plechanov è dedicata la più antica università di economia e commercio di Mosca, l'Università russa di economia Plechanov.

## Pensiero
Plechanov con la sua azione ha contribuito allo sviluppo del marxismo nella filosofia, accrescendo anche il ruolo dell'arte e della religione nella società. È lui l'autore della celebre massima: "Senza teoria rivoluzionaria, non c'è azione rivoluzionaria nel vero senso della parola".
L'opera di Plechanov s'inserisce in quella sistematizzazione della filosofia marxista, avvenuta dopo la morte di Marx, iniziata con l'Anti-Dühring di Engels e poi proseguita sotto la guida di Kautsky, che va sotto il nome di Marxismo ortodosso.
Plechanov considerava la "rivoluzione marxista" l'equivalente per le scienze sociali di quello che erano state la "rivoluzione copernicana" per l'astronomia e la "rivoluzione darwinista" per le scienze naturali.

### La polemica con i populisti
Plechanov maturò l'idea che la fase industriale e capitalista era già cominciata in Russia e che, quindi, guida della rivoluzione doveva essere il proletariato; questa concezione lo pose in conflitto con i populisti, i quali invece focalizzavano la loro attenzione sulle masse contadine, molto più numerose di quelle operaie. 
Un altro motivo di critica verso i populisti riguardava i loro metodi terroristici. Plechanov rifiutava le azioni violente compiute da pochi rivoluzionari, in quanto avevano come unico effetto di scatenare la repressione del regime zarista. Egli era un rivoluzionario, ma riteneva che la rivoluzione, per essere efficace, dovesse essere fatta dal popolo, non da élite.
Una parte significativa della produzione letteraria di Plechanov fu dunque dedicata alla polemica contro i populisti, a partire da Le nostre divergenze del 1884. Anche l'opera più importante di Plechanov, Sul problema dello sviluppo del sistema monistico della storia del 1895 venne scritto in polemica con la visione populistica della storia, ritenuta da Plechanov troppo idealista.

### Filosofia della storia
La filosofia della storia di Plechanov era molto determinista, sia per quel che riguarda la successione delle fasi storiche, che per quanto riguarda il rapporto fra struttura e sovrastruttura.
Sotto questo secondo aspetto riteneva che ogni sistema economico producesse inevitabilmente l'appropriata sovrastruttura.
Circa la necessità che la storia procedesse per tappe determinate, Plechanov teorizzava che la rivoluzione borghese e liberale fosse inevitabilmente distinta da quella socialista e operaia, e che dovesse necessariamente precederla. Ma con riferimento alla situazione della Russia, osservava che mentre la borghesia era ancora debole, il proletariato era già organizzato, e perciò prevedeva che fra la rivoluzione borghese e quella proletaria in Russia sarebbe passato poco tempo.
Aggiungeva che in occasione della rivoluzione liberale il proletariato avrebbe dovuto combattere con la borghesia contro l'assolutismo. 
Quanto ai tempi e ai metodi della rivoluzione socialista, Plechanov criticava le rivolte attuate in un paese arretrato come la Russia, ritenendole destinate al fallimento, come dimostravano i gesti plateali organizzati dalla Narodnaja Volja.
Era inoltre critico verso l'idea che la rivoluzione potesse essere fatta da una minoranza di rivoluzionari che trascinava la massa popolare immatura, perché in tal caso si sarebbe instaurato un "comunismo patriarcale" che non avrebbe fatto maturare il popolo: era invece necessario che l'emancipazione dei lavoratori fosse opera degli stessi lavoratori.

## Opere
- Il socialismo e la lotta politica (1883)
- Le nostre divergenze (1885)
- G. I. Uspenskj (1888)
- Un nuovo campione dell'autocrazia (1889)
- S. Karonin (dedicato allo scrittore e attivista politico S. Karonin, 1890)
- La rivoluzione borghese (1890-1891)
- Per il sessantesimo anniversario della morte di Hegel (1891)
- Osservazioni a "Ludwig Feuerbach e il punto d'approdo della filosofia classica" di Engels (1892)
- N. G. Čërnjševskj, J. H. W. Dietz, Stoccarda (1894)
- Anarchia e Socialismo, Edizioni del "Vorwärts", Berlino (1894)
- Sul problema dello sviluppo della concezione monistica della storia (1895)
- Saggi sulla storia del materialismo: I.d’Holbach. II.Helvetius. III.Marx, J. H. W.Dietz, Stoccarda (1896).
- N. I. Naumov (1897)
- A. L. Volynskj: Critici russi. Saggi letterari (1897)
- La teoria estetica di N. G. Čërnjševskj (1897)
- Belinski e il realismo razionale (1897)
- Sulla questione del ruolo dell'individuo nella storia (1898)
- N. A. Nekrasov (1903)
- Socialismo scientifico e religione (1904)
- Su due fronti: collezione di articoli di politica (1905)
- Il teatro francese e la pittura francese del XVIII secolo da un punto di vista sociologico (1905)
- Il movimento proletario e l'arte borghese (1905)
- Henrik Ibsen (1906)
- Noi e loro (1907)
- Sulla psicologia del movimento operaio (1907)
- I problemi fondamentali del marxismo. Il materialismo militante, Edizioni sociali (1908)
- L'ideologia del attuale filisteismo (1908)
- Tolstoj e la natura (1908)
- Sui cosiddetti cercatori religiosi in Russia (1909)
- Karl Marx e Lev Tolstoj (1911)
- A. I. Herzen e la servitù della gleba (1911)
- Dobroljubov e Ostrovskj (1911)
- L'arte e la vita sociale (1912–1913)
- Anno della terra madre: raccolta completa degli articoli e discorsi, 1917-1918, 2 voll. Volume 1; Volume 2 (1921)
- Opere complete, a cura di D. B. Rjazanov, 24 voll., Mosca, Istituto Marx-Engels, 1923-1927

### Edizioni in lingua italiana
- La tattica rivoluzionaria (Forza e violenza). Lotta di classe, Milano, 1894[8]
- Intorno al sindacalismo e ai sindacalisti (raccolta di articoli a cura di Angelica Balabanoff), Roma, Luigi Mongini, 1908
- Le questioni fondamentali del Marxismo, Istituto Editoriale Italiano, 1945
- Lettere senza indirizzo, a cura di A. Alberti, Milano, Silva, 1964
- La concezione materialistica della storia (trad. it di Sul problema dello sviluppo della concezione monistica della storia), Milano, Feltrinelli, 1972
- Contributi alla storia del materialismo (Holbach, Helvetius, Marx), Milano, Iskra, 1979
- Opere scelte, Edizioni Progress, Mosca, 1985.